# Culicoides desertorum
Culicoides desertorum är en tvåvingeart som beskrevs av Gutsevich 1959. Culicoides desertorum ingår i släktet Culicoides och familjen svidknott. Inga underarter finns listade i Catalogue of Life.